# Rairema (Ort)
Rairema ist ein osttimoresischer Ort im Suco Liurai (Verwaltungsamt Aileu, Gemeinde Aileu).

## Geographie und Einrichtungen
Der Ort Rairema liegt auf einer Meereshöhe zwischen 1417 m im Nordwesten der Aldeia Rairema. Das Dorf befindet sich an einer Straße, die im Osten zur Überlandstraße von Aileu nach Maubisse führt. An ihr liegt in knapp zwei Kilometer Entfernung der Weiler Coulaudo (Aldeia Coulaudo). Westlich von Rairema teilt sich die Straße. Nach Norden führt sie nach Raimanso (Aldeia Raimanso) und nach Süden nach Hatu Makasak (Aldeia Rairema), wo sich in anderthalb Kilometer Entfernung auch eine Grundschule und eine medizinische Station befinden.
Im Dorf Rairema stehen die Kapelle Nossa Senhora de Lurdes und das Haus des Chefe de Aldeia.